# Патрік Робертс
Па́трік Ро́бертс (англ. Patrick Roberts; нар. 5 лютого 1997, Кінгстон-на-Темзі) — англійський футболіст, правий вінгер «Сандерленда».

## Клубна кар'єра

### Фулгем
Вихованець англійських «Вімблдона» і «Фулгема». Свій шлях у лондонському клубі почав з 2010 року. До 2014 виступав за молодіжну команду. У 17 років підписав з клубом контракт до 2016 року. Дебютував за клуб 22 березня 2014 в поєдинку проти «Манчестер Сіті». Отримав жовту картку на 65 хвилині.

### Манчестер Сіті
У 2015 році перейшов до «Манчестер Сіті».

## Збірна
З 2012 по 2013 рік грав за збірну Англії до 16 років. З цього часу змінював вікові категорії.

## Досягнення
- Володар Кубка Шотландії (2):

«Селтік»: 2016–17, 2017–18
- Чемпіон Шотландії (3):

«Селтік»: 2015–16, 2016–17, 2017–18
- Володар Кубка шотландської ліги (2):

«Селтік»: 2016–17, 2017–18
- Володар Суперкубка Англії (1):

«Манчестер Сіті»: 2018
Збірні
- Чемпіон Європи (U-17): 2014